# Muhlenbergia capillipes
Muhlenbergia capillipes là một loài thực vật có hoa trong họ Hòa thảo. Loài này được (M.E.Jones) P.M.Peterson & Annable mô tả khoa học đầu tiên năm 1991.